# Euphorbia phillipsioides
Euphorbia phillipsioides S.Carter es una especie fanerógama perteneciente a la familia de las euforbiáceas. Es endémica de Somalia.

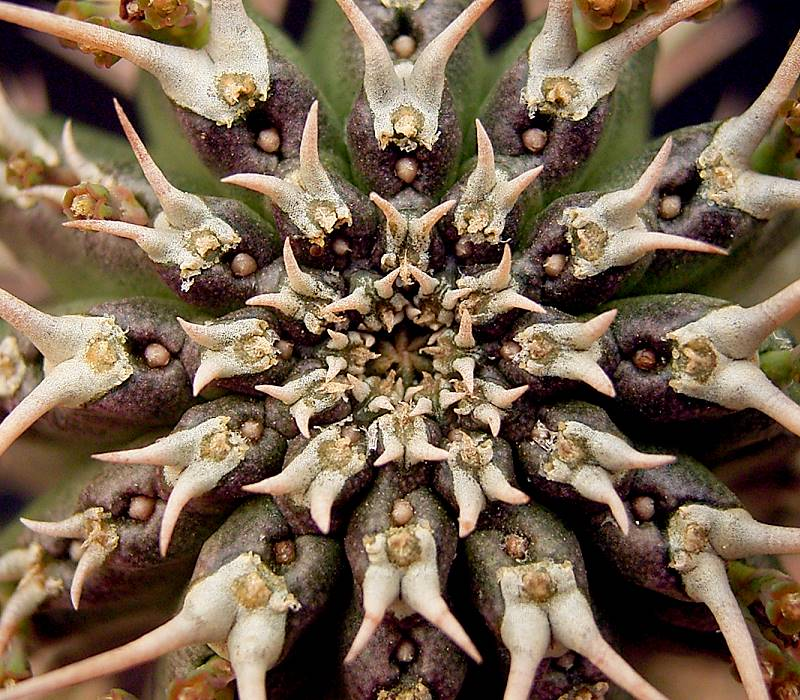
Detalle de la planta

## Descripción
Es una planta suculenta perennifolia que alcanza un tamaño de 5-15 cm de altura, ramificación en su mayoría cerca de la base, formando grupos de 10 cm de diámetro; las ramas cilíndricas, de 1-2,5 cm de grosor, de 10 a 14 ángulos, ángulos separados por ranuras distintas, sinuosamente dentadas, con dientes 2-4 mm; espinosas.

## Ecología
Se encuentra en lugares	pedregosos, rocosos, llanuras de piedra caliza, con matorrales de Acacia muy escasa, a una altitud de 1300-1500 metros.
Especie generalizada en el cultivo. Es muy cercana a Euphorbia phillipsiae.

## Taxonomía
Euphorbia phillipsioides fue descrita por Susan Carter Holmes y publicado en Nordic Journal of Botany 12(4): 413. 1992.
Euphorbia monteiri fue descrita por Robert Allen Dyer y publicado en Records of the Albany Museum 4: 93. 1931.
Etimología
Euphorbia: nombre genérico que deriva del médico griego del rey Juba II de Mauritania (52 a 50 a. C. - 23), Euphorbus, en su honor – o en alusión a su gran vientre –  ya que usaba médicamente Euphorbia resinifera. En 1753 Carlos Linneo asignó el nombre a todo el género.
phillipsioides: epíteto latino que significa "similar a Euphorbia phillipsiae.